# Septotinia
Septotinia es un género de hongos en la familia Sclerotiniaceae.